# Vassil Barvinski
Vassil Barvinski (ucraïnès: Барвінський Василь Олександрович)  (Ternòpil, 20 de febrer de 1888 - Lviv, 9 de juny de 1963), nom complet amb patronímic Vassil Oleksàndrovitx Barvinski, fou un compositor, pianista, director d'orquestra, professor, musicòleg i figura social ucraïnesa.
Barvinsky va ser un dels primers compositors ucraïnesos a obtenir reconeixement mundial. Les seves peces es van publicar no només a la Unió Soviètica, sinó també a Viena, Leipzig, Nova York (edició universal) i Japó. Barvinsky va dirigir una institució musical postsecundària a la ciutat de Lviv (1915-1948), l'Institut Superior de Música Líssenko, i va ser considerat el cap de la vida musical de l'època. Actualment, a la ciutat de Drohóbitx, Ucraïna, hi ha un col·legi de música amb el nom de Barvinski.

## Biografia
Vassil Barvinski va néixer a Ternópil. Barvinski descendia d'una família aristocràtica molt antiga. El pare de Barvinski, Oleksandr Barvinsky, era un famós pedagog rus, polític i personatge públic. El 1917 fou nomenat membre de la cambra alta austríaca. La mare, cantant i pianista de Vasyl, es va convertir en el seu primer professor de música. El 1939 va fundar l'Escola Superior de Música Especialitzada Secundària de Lviv amb el nom de la soprano Solomia Kruixelnitska.
El 1948 Barvinski fou denunciat i condemnat a deu anys de presó. Les seves obres van ser suprimides. Després de la seva llibertat i rehabilitació el 1958, va intentar reconstruir obres que havien estat destruïdes per les autoritats, però moltes de les obres perdudes no van ser redescobertes fins després de la seva mort el 1963.

## Educació
Barvinsky va obtenir formació musical professional al conservatori de Lviv. Barvinski va continuar la seva formació musical a Praga. Entre els seus professors hi havia Vilém Kurz (piano) i Vítězslav Novák (composició). Quan va començar a ensenyar, una de les seves primeres estudiants va ser Stefania Turkewich.
Barvinskiy va escriure unes 30 obres. Es diu que les composicions de Barvinski són impressionants per la seva "... maduresa, reflexió i delicadesa". Barvinski va compondre en diversos gèneres, excepte el ballet i l'òpera. El seu estil, romàntic tardà amb trets impressionistes, també va estar fortament influït pel folklore ucraïnès. Tot i que moltes de les obres de Barvinski es van perdre, la major part de la seva herència creativa va romandre i es representa a tot el món.

## Obres literàries relacionades amb la música
- "Bela Bartok a Lviv" (Bela Bartok U Lvovi - Бела Барток у Львові)
- "Una visió general de la història de la música ucraïnesa" (Ohliad istoriyi ukrayinskoyi muzyky - Огляд історії української музики) "Música * ucraïnesa" (Ukrayinska muzyka -Українська музика)
- "La nova era de la música ucraïnesa" (coautor de Steshko i Liudkevych) (Nova doba ukrainskoyi muzyky -Нова доба української музики)
- "Els meus records sobre Mykola Lysenko" (1937) (Moyi spohady pro Mykolu Lysenka - Мої спогади про Миколу Лисенка) "Viktor Kosenko" (1939)
- "Treball creatiu de V. Novak" (Tvorchist V. Novaka - Творчість В. Новака)
- "Cançó popular ucraïnesa i compositors ucraïnesos" (Praga 1914) (Ukrayinska narodna pisnia i ukrayinski kompozytory -Українська народна пісня і українські композитори)
- "Característiques de la cançó popular ucraïnesa i la seva investigació" (Kharakterystyka ukrayinskoyi narodnoyi pisni ta yiyi doslidzhennia